# 石鎚號列車

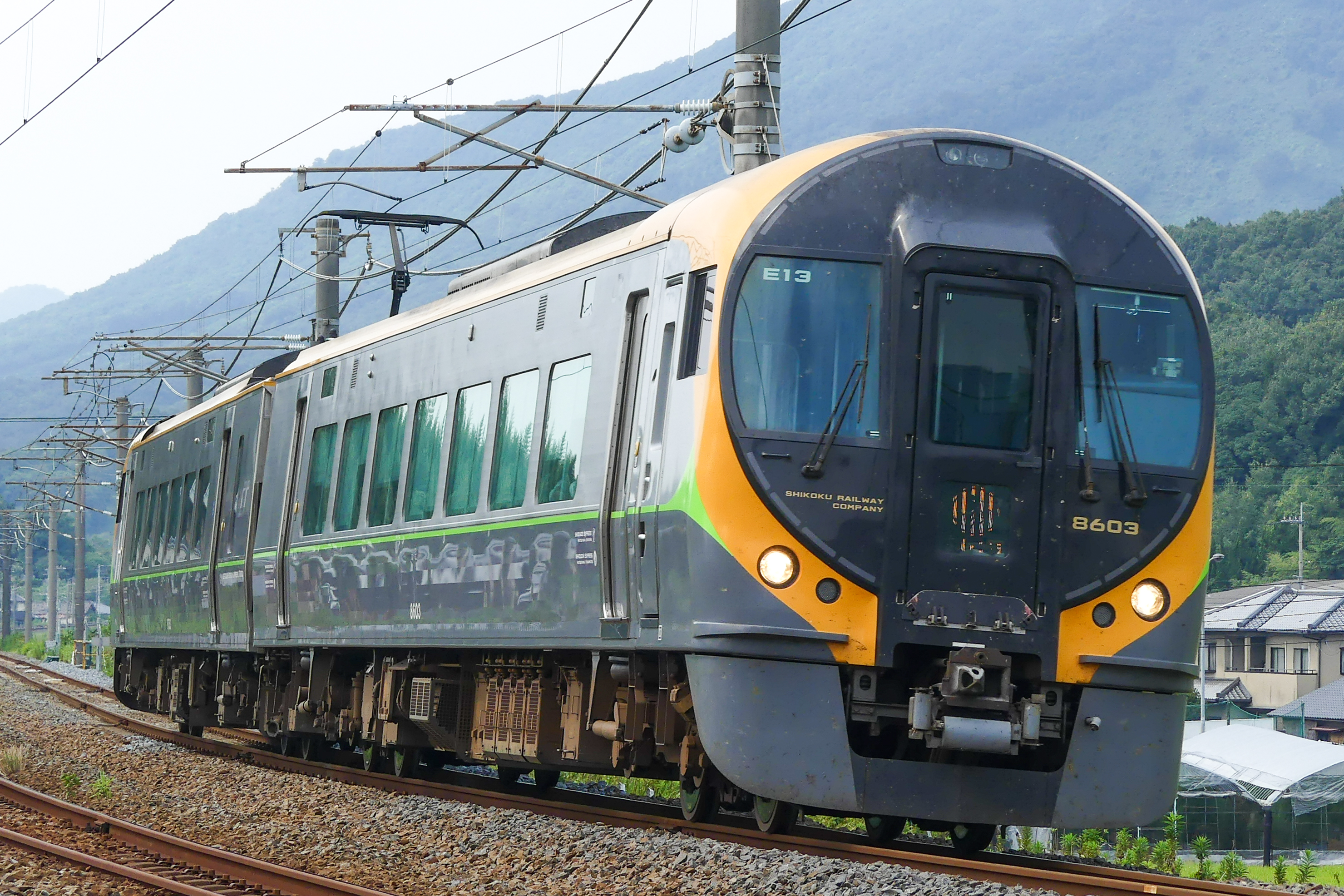
予讚線上的JR四國8600系特急列車「石鎚號」 (2018年9月)

石鎚號列車（日语：いしづち）是四國旅客鐵道（JR四國）運行的特急列車，運行於高松站和松山站之間，經由予讚線。石鎚號列車於1988年4月10日開始運行，自運行開始時就是L特急。列車名稱取自於西日本的最高峰石鎚山。該列車也是JR四國運行班次數最多的特急列車。